# Aura Kiiskinen
Pour les articles homonymes, voir Kiiskinen.
Aura Kiiskinen, née le 9 mars 1878 dans la commune rurale de Kuopio (grand-duché de Finlande, Empire russe) et morte le 12 décembre 1968 à Petrozavodsk (URSS), est une syndicaliste et femme politique finlandaise membre du Parti social-démocrate (SDP). Elle est députée entre 1908 et 1911 puis entre 1914 et 1918. Après la guerre civile, elle fuit vers la Russie soviétique, où elle travaille comme enseignante.

## Biographie

### Origines et débuts professionnels
Aura Kiiskinen est la fille illégitime de Vilhelmiina Juhontytär Kiiskinen (née en 1849). Sa mère étant incapable de prendre soin d'elle, alors que l'enfant a six mois, elle est confiée à Stina Rissanen (née Miettinen), une veuve de Nilsiä. Après la mort de Stina en 1885, Aura Kiiskinen devient la fille adoptive de son fils Hermanni Rissanen. Elle ne fréquente pas l'école publique mais doit s'occuper de tâches ménagères et participer aux travaux agricoles dès l'âge de 12 ans. Elle apprend à lire grâce à la petite-fille de Stina Rissanen. À l'âge de 16 ans, elle obtient un emploi à Viipur, devenant d'abord domestique puis couturière.

### Militantisme et carrière politique
En 1899, elle rejoint une section syndicale fondée par sa mère,. Elle aide des révolutionnaires russes et distribue des publications interdites. Après avoir adhéré à l'Union des femmes sociales-démocrates, Aura Kiiskinen devient agitatrice en Savonie du Nord et, de 1907 à 1912, est secrétaire syndicale à Viipur.
Un an après les premières élections parlementaires où les femmes peuvent participer, Aura Kiiskinen est élue députée en 1908, dans la circonscription occidentale de Kuopio. Deux ans plus tard, elle participe au congrès des femmes de l'Internationale socialiste organisé à Copenhague, accompagnée d'Ida Aalle-Teljo, Hilda Herrala, Hilja Pärssinen et Miina Sillanpää. Lors de la conférence est décidé, entre autres, de célébrer la Journée internationale de la femme. À partir de septembre 1912, Aura Kiiskinen travaille comme représentante syndicale, jusqu'à ce qu'un an plus tard, elle soit de nouveau élue au Parlement dans la circonscription d'Uusimaa,.

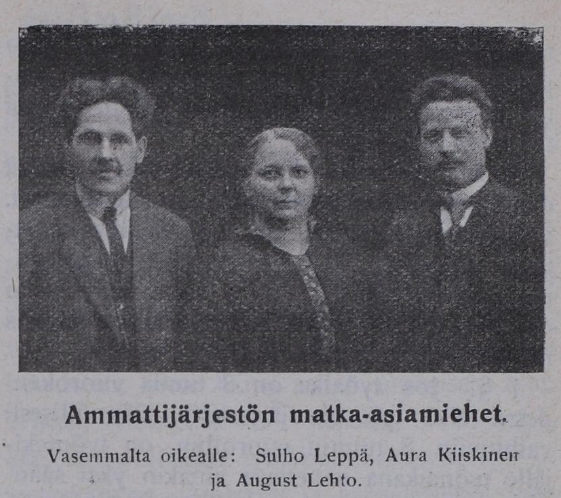
Délégués de la Fédération finlandaise des syndicats Sulho Leppä, Aura Kiiskinen et August Lehto en 1917. Leppä et Kiiskinen étaient alors également députés.

Après le déclenchement de la guerre civile, Aura Kiiskinen est nommée membre du Conseil principal du SDP. Elle est responsable des questions liées au chômage. Elle s'installe à Viipur comme le reste de la délégation. Lorsque les Blancs attaquent la ville, elle évite d'être capturée en se cachant dans un hôpital. Elle s'enfuit ensuite en Russie soviétique avec un faux passeport.

### En Union soviétique
En août 1918, elle participe à la réunion fondatrice du Parti communiste de Finlande (SKP) à Moscou, lors de laquelle elle est élue au comité central du parti. La même année, elle rejoint également le Parti communiste de l'Union soviétique (PCUS). Elle travaille à Pétrograd au département d'agitation du SKP et au département de langue finlandaise du PCUS,. En 1920, Aura Kiiskinen est témoin des meurtres dits du club Kuusinen (en), lorsqu'un groupe d'officiers rouges tue huit personnes. Aura Kiiskinen et Olga Manner (fi) risquent également d'être abattues alors qu'elles défendent Kullervo Manner contre les accusations portées contre lui. À partir de 1922, Aura Kiiskinn travaille comme maître de conférences à l'université des minorités nationales de l'Ouest, enseignant l'histoire du PCUS et de la Constitution de l'Union soviétique. À la fin de la décennie, elle collabore également au magazine Työläis- ja talonpoikaisnainen.
En 1931, Aura Kiiskinen s'installe à Petrozavodsk comme enseignante et éditrice. Lors des Grandes Purges, Aura Kiiskinen est déportée en Sibérie, d'où elle put retourner en Carélie soviétique. En 1942, elle est évacuée en Bachkirie, où elle travaille dans un jardin d'enfants destiné aux enfants des responsables du parti,.
Après la Seconde Guerre mondiale, Aura Kiiskinen est membre du conseil de direction de la République socialiste soviétique autonome de Carélie (1951-1955) et membre adjoint du Conseil suprême (1956-1959). Elle est décorée de l'ordre de Lénine et de l'ordre du Drapeau rouge du Travail. En 1957, elle publie ses mémoires, qui se concentrent sur les étapes précédant la guerre civile finlandaise. Au cours de ses dernières années, elle se rend en Finlande afin de participer, en tant qu'invitée d'honneur, aux célébrations du 40e anniversaire du SKP. Elle meurt sans famille en 1968. Elle est enterrée au cimetière Suolusmäki à Petrozavodsk.

## Ouvrage
- Vuosikymmenten takaa. Petroskoi, Karjalan ASNT, valtion kustannusliike, 1957.